# اوله ماتویف
اوله ماتویف (اوکراینی: Олег Михайлович Матвєєв؛ زادهٔ ۱۸ اوت ۱۹۷۰) بازیکن فوتبال اهل اوکراین است.
از باشگاه‌هایی که در آن بازی کرده‌است می‌توان به باشگاه فوتبال روستوف، باشگاه فوتبال دینامو کیف، باشگاه فوتبال شاختار دونتسک،و باشگاه فوتبال متالوره دونتسک اشاره کرد.
وی همچنین در تیم ملی فوتبال Soviet Union u-16 بازی کرده‌است.